# Кольцевая проводка

Схема возможной конфигурации конечной кольцевой проводки. Распределительный щит — слева внизу.

Конечная кольцевая проводка или кольцевая проводка (неформально называемая также ring main или просто кольцо (ring)) — это принцип разводки проводов, разработанный и используемый главным образом в Великобритании, предусматривающий по два независимых проводника для фазы, нейтрали и защитного заземления в здании для каждой подключённой нагрузки или розетки.
Эта схема позволяет использовать более тонкие провода, нежели при радиальной проводке для той же общей силы тока. В идеале кольцо функционирует как две радиальных ветви, работающих навстречу друг другу; точка их разделения зависит от распределения нагрузки в кольце. Если нагрузка равномерно распределяется по двум направлениям, то сила тока в каждом направлении будет равна половине общей силы, что позволяет использовать провод вдвое меньшего сечения, чем нужно для максимальной силы тока. На практике нагрузка не всегда распределяется равномерно, поэтому используется более толстый провод.

## Описание
В однофазной системе кольцо начинается от квартирного распределительного щита (consumer unit (потребительский блок), также fuse box (коробка с плавкими вставками) или breaker box (коробка с АВ)), проходит через каждую розетку по очереди, затем возвращается в щиток. В трёхфазной системе кольцо (которое почти всегда однофазное) питается от однополюсного автомата в распределительном щите (distribution board, в отличие от consumer unit).
Кольцевые схемы часто используются в британской проводке с 13-амперными вилками BS 1363, защищёнными предохранителями. Они обычно питаются от кабеля сечением 2,5 мм² и защищены 30-амперными предохранителями, старыми автоматами на 30 А или европейскими гармонизированными 32-амперными автоматами. Иногда используется кабель сечением 4 мм², если кабель очень длинный (чтобы уменьшить падение напряжения) или присутствуют факторы, снижающие характеристики кабеля, например теплоизоляция. Также может использоваться кабель с минеральной изоляцией и медной оболочкой, с сечением жил 1,5 мм² (известный как pyro), поскольку кабель с минеральной изоляцией может более эффективно выдерживать нагрев, чем обычный ПВХ; однако его нужно выбирать с большей осмотрительностью, учитывая падение напряжения на длинных участках.
Многие непрофессионалы в Соединённом Королевстве называют любую проводку ring; от непосвящённых можно часто слышать термин lighting ring. Бывает, среди самодельных проводок можно увидеть осветительную сеть, разведённую в виде кольца кабеля (однако, с автоматом ниже номинальной силы тока кабеля).

## История и эксплуатация
Кольцевая проводка и связанная с нею система из вилки и розетки BS 1363 были разработаны в Великобритании в период между 1942 и 1947 годами. Они широко используются в Соединённом Королевстве и, в меньшей степени, в Республике Ирландии. Также используются местами в странах Содружества Наций, где Великобритания ранее имела большое влияние.
Кольцевая проводка возникла потому что Британия была вынуждена вступить в программу массовой перестройки жилья, вызванной разрушениями в результате Второй мировой войной. Тогда была острая нехватка меди, поэтому было необходимо разработать схему, использующую наименьшее количество меди. Было указано, что схема должна использовать 13-амперные розетки, защищённые предохранителями, вследствие чего появилось несколько проектов вилок и розеток. Выжила только система с прямоугольными контактами (BS 1363), но система Dormond & Smith с круглыми контактами по-прежнему использовалась в 1980-е годы во многих местах. У этой вилки было характерное свойство: предохранитель выступал также в роли фазного штыря и отвинчивался от корпуса вилки.
Кольцевая проводка была разработана во время нехватки меди, чтобы допустить подключение двух 3-киловаттных обогревателей в любой из двух точек, давать немного тока для маломощных устройств и снизить расход меди. Она осталась самой распространённой конфигурацией проводки в Великобритании, хотя приобретает популярность 20-амперная радиальная проводка (по существу путём разбивания каждого кольца на половины и питания половин от отдельных автоматов). Разбиение кольца на две 20-амперные половины может помочь, когда одна ветвь кольца повреждена и не может быть легко заменена.
Другим преимуществом кольцевой проводки была экономия кабеля и работы, поскольку можно было соединить кабелем две уже существующие радиально подключённые 15-амперные розетки, чтобы сделать одно 30-амперное кольцо, а затем добавить столько розеток, сколько нужно. Это было важным моментом в аскетичных условиях 1940-х годов. При таком способе кольцо питалось через два 15-амперных предохранителя, что прекрасно работало на практике, хотя и было необычным.
Во многих довоенных инсталляциях с круглыми контактами применялись предохранители на обоих полюсах. Когда в них 15-амперные радиалы были преобразованы в кольцо, оно питалось не менее чем через 4 предохранителя. Подобные системы в настоящее время редки.

## Правила монтажа
Правила для кольцевых проводок говорят, что номинальная сила тока кабеля должна быть не менее чем две трети номинала защитного устройства. Это означает, что риск длительной перегрузки кабеля можно считать минимальным. Однако, на практике очень нечасто можно встретить кольцо с иным защитным устройством, нежели предохранитель на 30 А, автомат на 30 А или автомат на 32 А и кабель с сечением, отличным от упомянутого выше.
Правила выполнения проводки от IEE (BS 7671) допускают неограниченное количество розеток в кольцевой схеме, если обслуживаемая площадь не превышает 100 м². На практике в большинстве небольших и средних домов имеется одно кольцо на этаж. В более крупной недвижимости их больше.
Проектировщик может определять по опыту и расчётам, нужны ли дополнительные кольца для мест, где велика потребность в электричестве; например, довольно распространённая практика - питать кухни от отдельного кольца или от одного кольца с подсобным помещением, чтобы предотвратить подключение мощной нагрузки к одной точке общего кольца на нижнем этаже. Концентрация нагрузки в одной точке кольцевой схемы близко к одному из её концов может вызвать небольшую перегрузку одного из кабелей, поэтому кухни нельзя подключать в конце кольца.
Разрешается делать ответвления от кольца, не защищённые предохранителями, выполненные таким же кабелем, что и кольцо, для питания одиночной или двойной розетки (использование двух одиночных ранее было разрешено, но теперь запрещено потому, что люди заменяли каждую из них на двойную) или одного соединительного устройства с предохранителем (fused connection unit, FCU). Ответвления могут либо начинаться от розетки, либо подключаться к кабелю кольца при помощи распределительной коробки или другого разрешённого метода соединения кабелей. Тройные или бо́льшие розетки обычно защищены предохранителем, поэтому их тоже можно подключать к отводу.
Не разрешается иметь больше отводов, чем розеток в кольце. Большинство электриков считает плохой практикой иметь отводы в новых системах (некоторые из них считают это плохой практикой во всех случаях).
Когда к кольцевой проводке подключены другие нагрузки, кроме розеток BS 1363, или желательно иметь на отводе более, чем одну розетку для маломощного оборудования, используется соединительное устройство с предохранителем (fused connection unit, FCU) по стандарту BS 1363. В случае подключения стационарных агрегатов это будет соединительное устройство с предохранителем и выключателем (switched fused connection unit, SFCU), чтобы создать точку изоляции (отключения) для устройства, но в других случаях, таких как питание нескольких осветительных точек (сквозное подключение освещения к кольцу не одобряется в новых инсталляциях, но часто встречается на практике при добавлении освещения в уже существующую систему) или нескольких розеток, предпочтительно применение устройства без выключателя.
Стационарные устройства с номинальной мощностью свыше 3 кВт (например, проточные водонагреватели и некоторые электроплиты) или с необычно высоким расходом электроэнергии в длительном периоде (например, погружные нагреватели) больше не рекомендуется подключать к кольцу; вместо этого их подключают к собственной выделенной ветви. В то же время существует множество старых систем с подобными нагрузками, подключенными к кольцу.

## Критика
Финальный вариант идеи кольцевой проводки критикуют со многих сторон. Некоторые из недостатков могут объяснить слабое распространение кольцевой проводки за пределами Соединённого Королевства.
Существует единственный способ увидеть все «за» и «против» кольцевых схем — сравнить их с другим видом: радиальным.

### Аварийный режим работы не заметен при использовании
Кольцевые схемы продолжают работать в то время, как пользователь не подозревает, что произошла одна из неисправностей, делающая проводку небезопасной:
- Отсутствующая часть кольца или плохая затяжка соединений приводит к тому, что кабели с сечением жилы 2,5 мм² иногда эксплуатируются при токах силой выше номинальной, что приводит к ускоренному износу кабеля.[5]
  - Радиальная проводка с ослабленными соединениями серьёзно перегреется и будет сразу же представлять собой опасность пожара.
  - Радиальная проводка с нарушенным соединением не будет функционировать (если повреждена фаза или нейтраль) или будет функционировать без защитного заземления (если повреждён заземляющий провод).
- Случайное подключение друг к другу двух 32-амперных колец значит, что суммарная сила рабочего тока защитного устройства повышается до 64 А. Это нарушает безопасную работу цепи, сильно увеличивая время отключения.
  - Тестирование на месте помогает устранить проблему.
- На концах ответвлений разрешается использовать три соединителя, что может вызвать ослабление одного из них и перегрев.
  - Эта ситуация одинакова и для радиальной схемы, и для кольцевой схемы с отводами.
- Кольцевая схема допускает подключение слишком большого количества отводов к кольцу, что повышает риск перегрева, в особенности если отводы слишком длинные, без адекватной защиты в точке ответвления (то есть не используется BS5733 или подобный защищённый отвод) — хотя нужно заметить, что это почти наверняка является нарушением соответствующего сборника правил (например, BS7671 в Соединённом Королевстве).

### Сложность тестов на безопасность
Процедуры тестирования кольцевых проводок могут занять в 5-6 раз больше времени, чем тестирование радиальных схем, поэтому монтажники и электрики, получившие квалификацию в других странах, могут быть не знакомы с ними.

### Требования к балансировке
Инструкция 433-02-04 стандарта BS 7671 требует, чтобы нагрузка распределялась по кольцу так, чтобы ни один фрагмент кабеля не работал с токами, превышающими номинальный. Это требование сложно выполнить; оно в большинстве случаев игнорируется на практике, поскольку нагрузки часто сосредоточены в одном месте (стиральная машина, барабанные сушильные машины, посудомоечные машины, все они устанавливаются близко к канализации и водопроводу) и не обязательно вблизи центральной точки кольца.

### Электромагнитные наводки
Кольцевая проводка может создавать сильные нежелательные магнитные поля. В обычной (некольцевой, радиальной) схеме ток, текущий по проводам, должен возвращаться почти по тому же самому пути, что и пришёл, в особенности если фазный и нейтральный проводники расположены близко друг к другу и образуют длинную линию. Это предотвращает образование в схеме большой магнитной катушки (петлевой антенны), которая в противном случае создаст магнитное поле с частотой переменного тока (50 или 60 Гц).
В кольцевой схеме, с другой стороны, возможен вариант, что токи фазного и нейтрального проводников не равны с каждой стороны кольца. Токи с частотой сети идут по пути наименьшего сопротивления, поэтому возможно, в особенности при старых окисленных контактах, что из розетки путь с наименьшим сопротивлением для фазы будет в левой части кольца, а для нейтрали — в правой. В результате ток протекает последовательно через всё кольцо и создаёт магнитное поле. В предельном случае, когда кольцо повреждено, фазный провод может быть прерван с одной стороны, а нейтральный - с другой; при таком варианте полностью весь ток будет вкладываться в формирование магнитного поля. Это может привести к значительным электромагнитным помехам, вызывающим фон переменного тока в звуковых устройствах, случайное срабатывание сигнализации и защитных устройств (сигнализации вторжения, УЗО, и т. д.), сбои бытовой электроники и медицинских устройств, появление напряжения в заземлённых проводниках, и т. д.

### Защита от перегрузки
Кольцевые схемы не всегда могут быть адекватно защищены от сверхтоков, в особенности, как часто и бывает, если имеется невыявленный сбой и провода не имеют достаточного сечения для работы в режиме радиального отвода, не соответствуют в этом режиме номинальной силе тока защитного устройства. Задача кольцевой проводки — предоставить большое количество розеток, поэтому она защищена только автоматами на большую силу тока (обычно 32 А). В сравнении с кольцевыми, радиальные схемы, используемые в других странах, обычно поддерживают небольшое количество розеток в каждой ветви и поэтому защищены автоматами на меньший ток (обычно 10-20 А). В результате, страны, использующие кольцевую проводку, посчитали необходимым добавить дополнительные предохранители на меньший ток в вилки каждого устройства. Это даёт потенциальное увеличение безопасности, поскольку устройство со сгоревшим предохранителем не будет под напряжением, если его включить повторно (по крайней мере до замены предохранителя), в то время как с вилкой без предохранителя неисправное устройство остаётся потенциально опасным при подключении, хотя, в большинстве случаев, при подключении сработает низкотоковый автомат.
Такая несовместимость защит устройств от сверхтоков — огромный камень преткновения между странами, использующими кольцевую и радиальную проводку, на пути к всемирной стандартизации бытовых вилок и розеток. Хотя предохранители в вилках, учитывая их разнообразие, в идеале могут точнее соответствовать максимальному току, требуемому для работы устройства, на практике некоторые вилки в Соединённом Королевстве требуется оснащать предохранителем на максимально разрешённый ток 13 А, поскольку устройство с малым током потребления может работать периодически, с большими пусковыми токами (например, если вставлять предохранитель BS1362 на 3 А в вилку холодильника, предохранитель будет часто перегорать). Это не проблема, поскольку все устройства должны быть безопасными с 13-амперным предохранителем (в любом случае, в прочих странах Евросоюза устройства защищаются автоматами на 16 А или 20 А), но это означает, что потенциальное преимущество в безопасности реализуется только частично, и что вилка с предохранителем даёт лишь небольшое преимущество перед вилкой без предохранителя, используемой в радиальной схеме, с автоматом не более чем на 13 А, или с автоматом B16 и менее. Введение правил в Соединённом Королевстве — the Plugs and Sockets (Safety) Regulations — требующих, чтобы новые устройства продавались с вилками, оснащёнными правильными предохранителями, улучшает ситуацию.
Одним теоретическим преимуществом вилок, индивидуально защищённых предохранителями, является то, что неисправное устройство или питающий шнур с большой вероятностью вызовет перегорание своего предохранителя, в то время как другие устройства в том же кольце будут продолжать работать. Однако, введение автоматов по стандарту EN60898 и увеличивающееся количество УЗО для розеток общего назначения в Соединённом Королевстве (для BS7671: 2008 и более ранние редакции того же стандарта) означает, что велика вероятность срабатывания защитного устройства до предохранителя в вилке.